# Barleben
Barleben – gmina samodzielna (niem. Einheitsgemeinde) w Niemczech, w kraju związkowym Saksonia-Anhalt, w powiecie Börde.
Do 30 czerwca 2007 gmina należała do powiatu Ohre.

## Geografia
Barleben leży niedaleko Magdeburga.

## Dzielnice
- Ebendorf
- Metzendorf

## Współpraca
Miejscowości partnerskie:
- Carewo, Bułgaria
- Ebendorf – dzielnica Mistelbachu, Austria

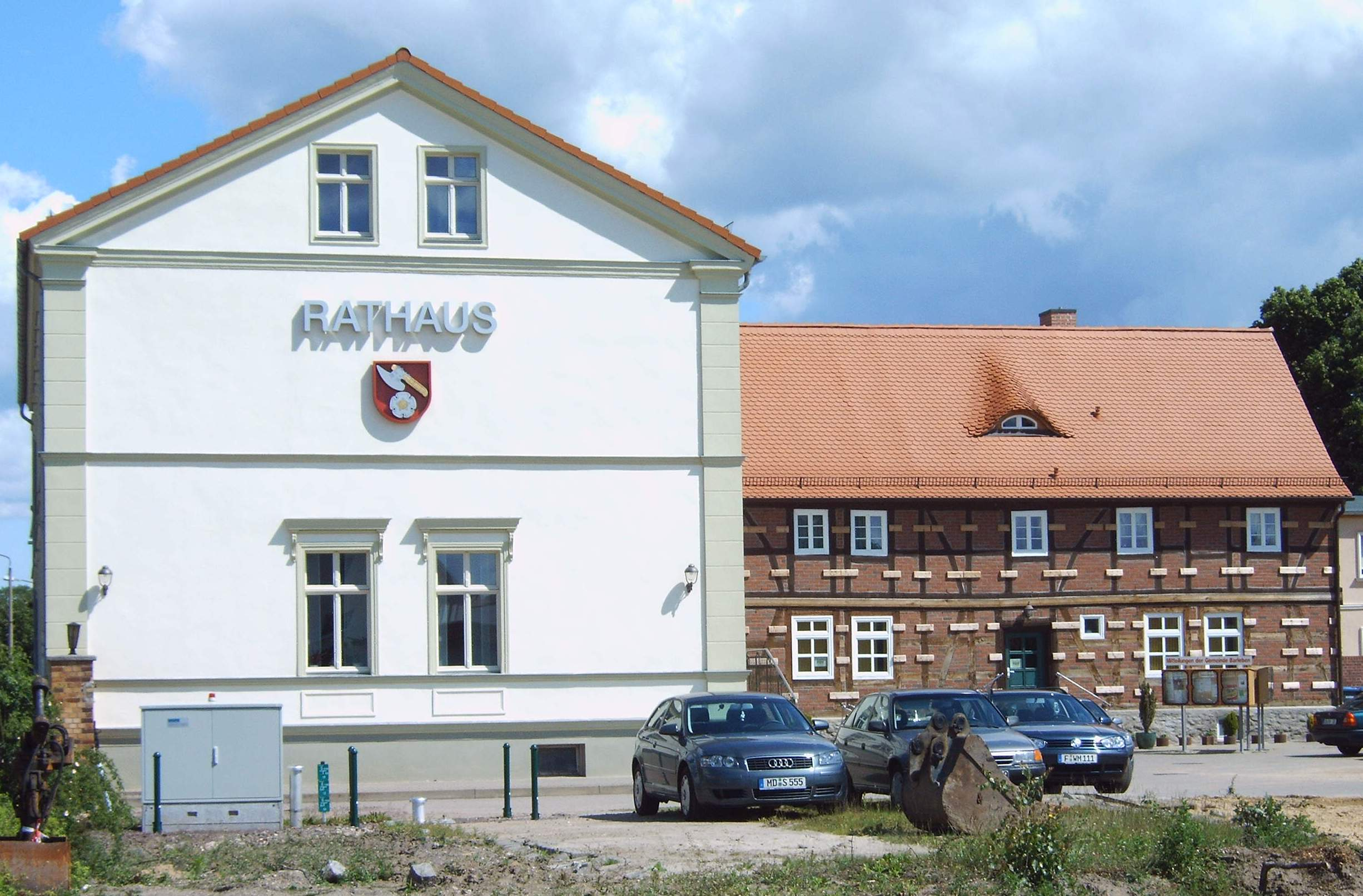
Ratusz

- Lukavac, Bośnia i Hercegowina
- Nebelschütz, Saksonia
- Notre-Dame-d’Oé, Francja
- Wittmund, Dolna Saksonia